# Thônex
Thônex is een gemeente en plaats in het Zwitserse kanton Genève. Thônex telt 13.231 inwoners.

## Overleden
- Eva Lombard (1890-1978), missiearts